# Gojsc
Gojsc [pronunciación en polaco: /ɡɔi̯st͡s/] es un pueblo de Polonia situado en el municipio (gmina) de Nowa Brzeźnica, en el distrito de Pajęczno, voivodato de Lodz. Según el censo de 2021, tiene una población de 210 habitantes.